# Pfarrkirche Alpnach

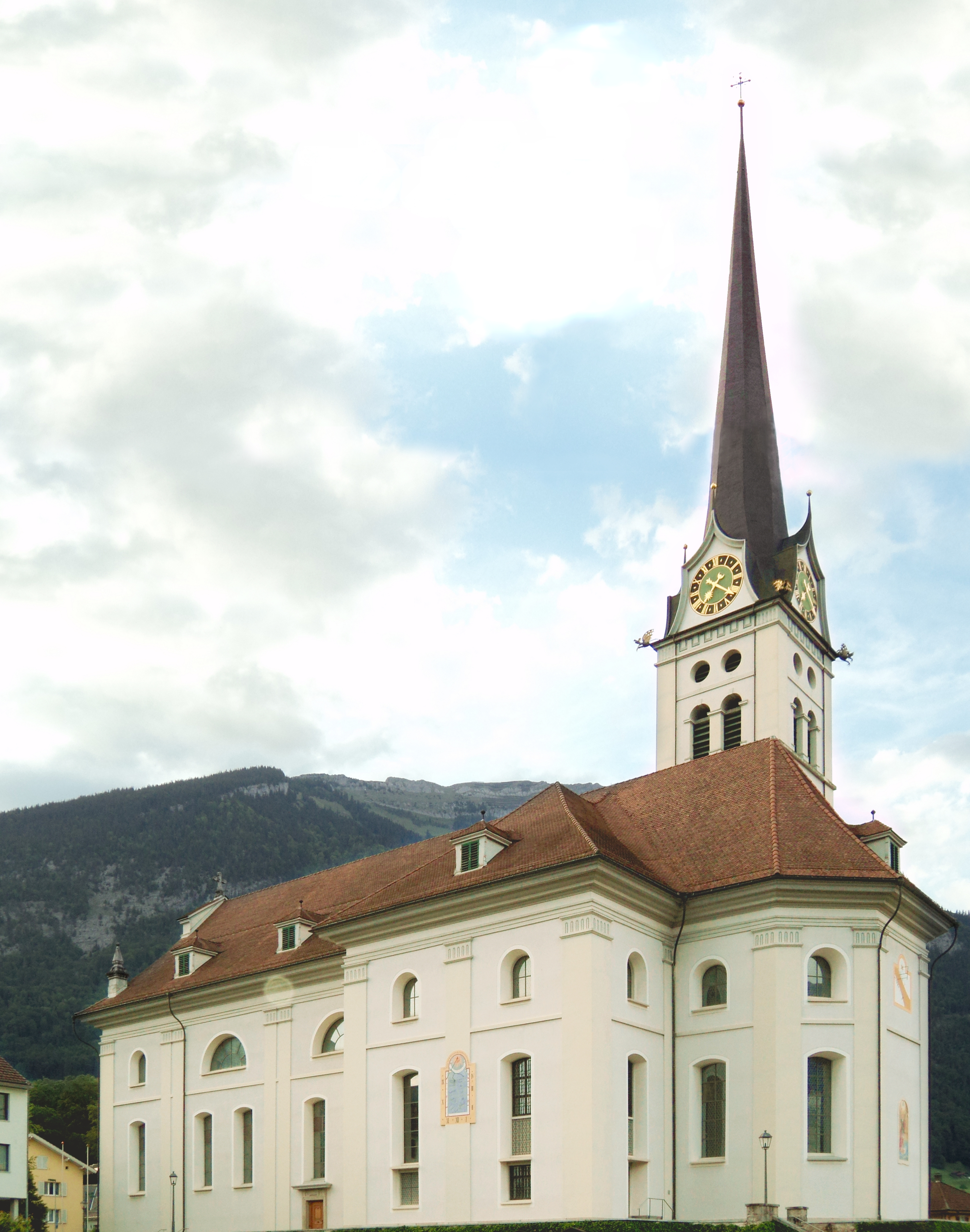
Pfarrkirche Alpnach

Die Pfarrkirche Alpnach mit dem Patronat St. Maria Magdalena ist eine römisch-katholische Kirche in Alpnach in der Schweiz.

## Geschichte
1776 entstanden die ersten Pläne für einen zeitgemässen Neubau der Pfarrkirche. Doch der Bau wurde aufgrund der französischen Revolution und der darauf folgenden politischen und wirtschaftlichen Probleme um Jahrzehnte verschoben.
Die heutige Kirche wurde von 1812 bis 1820 unter Leitung des Architekten und Baumeisters Jost Kopp von Beromünster (1759–1830) gebaut. Die treibende Kraft für den Neubau war Pfarrer Peter Ignaz von Flüe (1762–1834). Der Bau geriet aber wegen Geldmangels bald ins Stocken. 1817 gelangte Landammann Nikolaus Imfeld mit einem Hilferuf an Abt Karl Stalder von Engelberg. Dieser erhielt für die Alpnacher bei der Zinskommission in Zürich das notwendige Geld und setzte im Gegenzug bedeutende Güter im Grafenort und in der Obermatt als Pfand ein. Dies ermöglichte den Weiterbau der Pfarrkirche. Die Gesamtkosten für den Neubau ohne Material und Fronarbeit betrugen 170'000 Gulden. Am 1. Januar 1820 wurde die Kirche bezogen und am 1. November 1821 wurde sie zu Ehren der Hl. Maria Magdalena geweiht.
1864 erhielt die Kirche eine vollständig neue Orgel mit 30 Registern. Infolge eines Blitzschlages brannte der rund 100 Meter hohe Turm 1887 bis zum Glockenstuhl herunter. 1889 wurde ein neuer Helm auf den Turm gesetzt. Die Pfarrkirche erfuhr 1872 eine Innenrenovation. Dabei wurden die Deckenrahmen mit Bildern von Josef Troxler ausgemalt. Diese nehmen Bezug auf das heilige Altarssakrament, da die Pfarrkirche Maria Magdalena die Mutterkirche der früher bedeutenden Altarssakramentsbruderschaft gewesen ist. Die Bemalung der Stuckaturfüllungen bewirkte eine Änderung des Farbklimas im Kirchenraum.
1924 wurde die Pfarrkirche aussen umfassend renoviert. 1932 wurde ein elektrisches Läutwerk eingebaut und 1937 bekam der Kirchturm ein neues Uhrwerk. 1945 wurde der Pfarrkirche eine neue Orgel durch die Firma Kuhn aus Männedorf nach Plänen des einheimischen Architekten Arnold Durrer eingebaut. 1956 wurden die Stationenbilder aus der alten Kirche wieder eingefügt.
Aufgrund von Erdbebenschäden wurden von 1964 bis 1965 Renovationsarbeiten am Turm, an der Fassade und im Innern der Kirche ausgeführt. 1984–1985 wurde die Pfarrkirche einer Gesamtrenovation unterzogen. Malereien von 1872 wurden dabei entfernt. 1985 wurde die restaurierte Kirche mit einer Segnung und einer Altarweihe durch Bischof Johannes Vonderach aus Chur eingesegnet. 1986–1987 erhielt die Kirche neue Deckenbilder durch den Maler Karl Manninger.

## Kunst-Stil
Der Bau ist kunsthistorisch als klassizistischer Bau von Bedeutung. Entgegen der Architektur des Spätbarocks hat die Kirche klare Raumportionen, linear gesetzte Akzente und ein nüchternes Raumgefüge. Unterschiede zum Spätbarock sind auch in der Gestaltung der Seitenschiffe zu finden. Über den Seitenschiffen hat es ein Gebälk und ein Gesims zur die Betonung der Längsachse. Breit angelegte Lünetten, welche in die Kappen des Tonnengewölbes einschneiden, ersetzen die für den Barock typischen Thermenfenster.

## Abmessungen

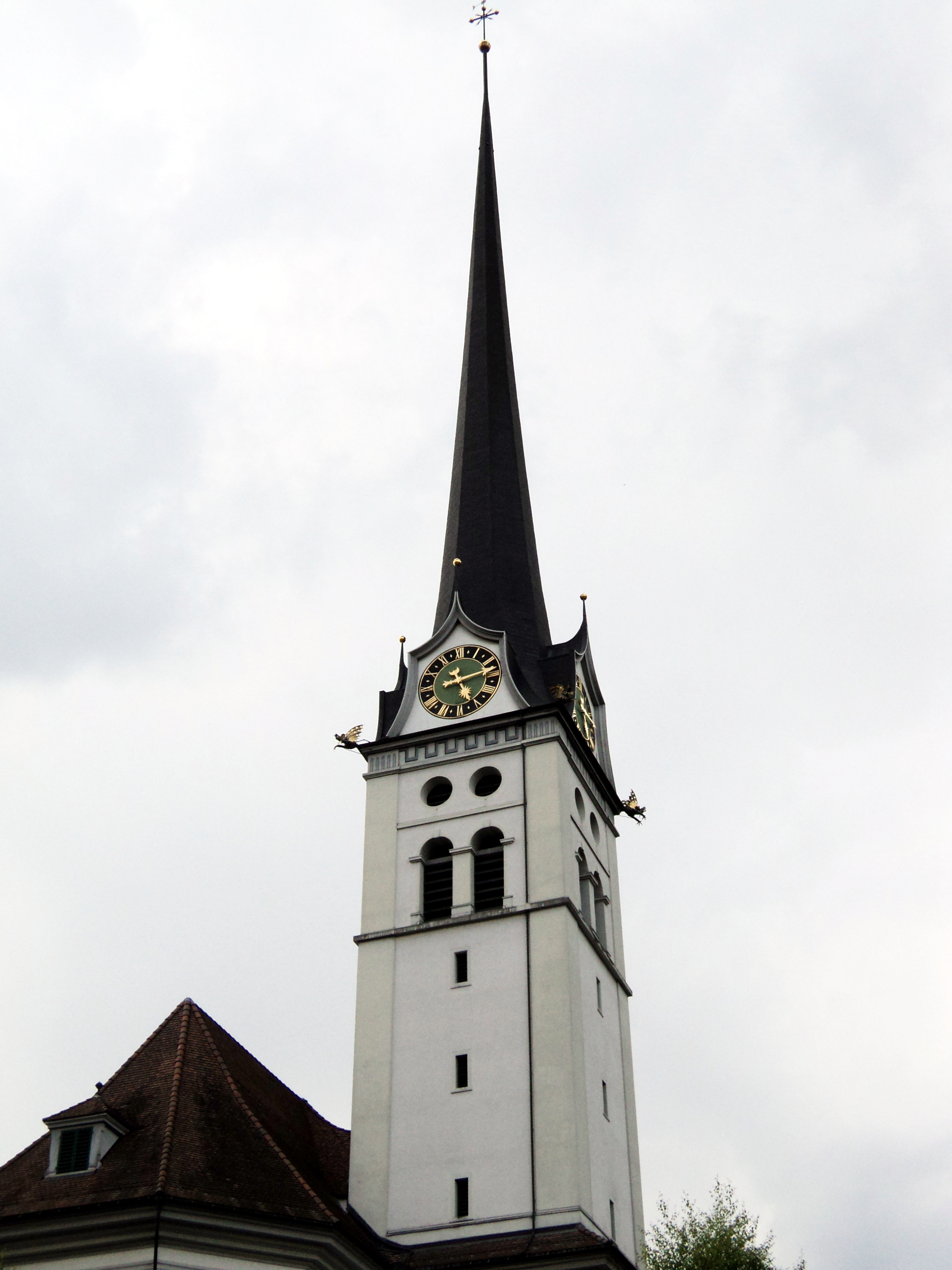
Kirchturm der Pfarrkirche Alpnach

Die Pfarrkirche Alpnach ist 50,4 m lang und 19,3 m breit. Sie besitzt einen 91,17 m hohen Turm. Die Kirche hat die Form eines lateinischen Kreuzes, welches von Hauptschiff mit dem Chor und den zwei Querschiffen gebildet wird. Sie besitzt eine dreiteilige Vorhalle.

## Ausstattung
An der Hauptfassade hat die Pfarrkirche drei Monumentalstatuen der Apostelfürsten Petrus und Paulus und des Erzengels Michael in der Mitte. Diese sind aus Sandstein und von Franz Abart (1769–1863) aus Kerns gefertigt. Im Kirchturm hängen sechs Glocken. Über der Vorhalle befindet sich eine Empore mit der Orgel und dem Sängerraum.
Im Innern der Kirche stehen fünf klassizistische Stuck- oder Kunstmarmoraltäre und zwei Kredenzaltärchen. Die Altäre und die Kanzel wurden von Joseph Moosbrugger aus dem Bregenzerwald gebaut. Der Bau des Hochaltars wurde 1824 beendet und die Seitenaltäre entstanden 1834/1835.
Das Hochaltarbild mit dem Obstück wurde von Joseph Anton Mesmer (1747–1827) aus Saulgau in Schwaben 1823 gemalt. Das Hauptbild zeigt Maria Magdalena unter dem Kreuz. Das Obstück ist eine allegorische Darstellung der Kirche als Braut Christi. Die Seitenaltarbilder wurden von Melchior Paul von Deschwanden (1811–1881) aus Stans gemalt. Die Hauptbilder auf dem Muttergottesaltar, Valentinsaltar und den vier Obstücken sind Jugendwerke aus dem Jahre 1834. Die hinteren Seitenaltarbilder entstanden bei der Renovation 1872. Die Deckengemälde und das Bild des Hl. Michael an der Ostfassade sind Werke von Karl Manninger. Sie ersetzen die Troxler-Gemälde von 1872. Sie übernehmen teilweise deren Thematik mit dem Bezug zum Altarssakrament. Die Deckengemälde betonen Anfang und Ende des Erlösungswerkes Gottes am Menschen. Das grosse Hauptbild und das Chorbild wurden 1986 und das Abendmahl und die Brotvermehrung 1987 gemalt. Die 14 Stationenbilder stammen aus der alten Kirche und wurden 1746 von Josef Remigi Budmiger aus Kriens gemalt.
Die zwei Alabasterstatuen auf dem Hochaltar zeigen den Hl. Josef und den Hl. Johannes den Täufer. Sie wurden vom Bildhauer Balz Durrer (1762–1841) aus Kerns/Luzern geschaffen. Ebenfalls von ihm ist die Taufsteinfigur und die Marienstatue von 1836 am Muttergottesaltar. Diese Marienstatue wurde 1855 neu gefasst. Die Engelstatuen beim Hochaltar sind von Louis Niederberger aus Kerns im Jahre 1892 gefertigt worden. Der Tabernakel stammt von Arnold Stockmann und ist 1943 eingebaut worden.
Die Reliquien des Katakombenheiligen Valentin wurden 1675 von einer Pilgergruppe von Rom nach Alpnach gebracht. Sie wurden 1835 im Frauenkloster in der Au bei Einsiedeln neu gefasst. Die Farbfenster in den beiden Seitenkapellen sind Stiftungen aus dem Jahre 1900 und waren bis 1985 in den Fenstern neben dem Hochaltar eingebaut. Sie wurden in die Seitenkapellen versetzt, um das nüchterne klassizistische Farbklima wiederherzustellen. Die Kuhn-Orgel besitzt 37 Register auf drei Manualen und Pedal.

### Deckengemälde

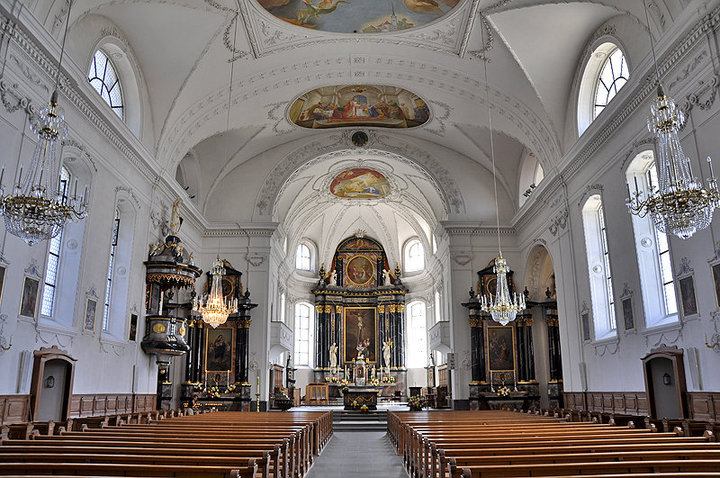
Inneres der Pfarrkirche

Das Deckengemälde ist von Karl Manninger gemalt worden.
Ganz oben auf dem Deckenbild von links nach rechts sieht man den Hl. Wendelin, den Hl. Antonius der Einsiedler, die Hl. Barbara, die Hl. Katharina und die Hl. Margareta. Auf der unteren Wolke stehen mit einem Rosenkranz in der Hand die Muttergottes Maria und links und rechts von ihr der Hl. Josef und die Hl. Mutter Anna. Neben der Hl. Mutter Anna steht der Hl. Johannes, der Täufer und darunter sitzt der Hl Johannes, der Evangelist. Der Mann links mit dem Kind auf der Schulter ist der Hl. Christophorus und neben ihm von links nach rechts der Hl. Nikolaus von Myra, die Hl. Klara von Assisi, der Hl. Franziskus von Assisi und die Hl. Apostel Paulus und Petrus. Alleine unten sitzt die Hl. Maria Magdalena. Unten Rechts auf der Wolke sind der Hl. Valentin, der Hl. Augustinus, der Hl. Aloisius von Gonzaga, der Hl. Theodul, der Hl. Sebastian und ebenfalls mit einem Rosenkranz in der Hand der Hl. Bruder Klaus. Der Engel unten ist der Hl. Michael, der Erzengel.

## Glocken und ihr Geläute
Die sechs Glocken stammen aus verschiedenen Zeiten und haben doch einen harmonischen Zusammenklang, der auf dem Grundton As der Grossen Glocke basiert.
Die grösste Glocke, eine As-Glocke, ist die Maria-Magdalena-Glocke. Sie wurde in der Giesserei Rüetschi in Aarau 1889 gegossen. Eingegossen sind Bilder von Jesus Christus am Kreuz und Maria Magdalena unter dem Kreuz, von der heiligsten Dreifaltigkeit, vom Hl. Bruder Klaus und vom Hl. Valentin. Ihre lateinische Aufschriften lauten auf Deutsch übersetzt: «Gelobt sei die heilige und ungeteilte Dreifaltigkeit! Friede den Lebenden, Ruhe den Verstorbenen, Ehre den Heiligen. Hl. Maria, hl. Valentin, sel. Niklaus von Flüe, bittet für uns!»
Die zweite Glocke in C wurde von M. Moritz Schwartz in Luzern 1590 gegossen. Sie zeigt Bilder der 12 Apostel, Christus am Kreuz, dem Hl. Wolfgang, dem Hl. Theodul, dem Hl. Bruder Klaus, der Hl. Agatha und der Muttergottes. Ihre Aufschrift lautet: «Gott erbarme sich unser und segne uns, er lasse sein Antlitz leuchten über uns und erbarme sich unser. Us dem Für flos ich – M. Moritz Schwartz zu Luzern gos mich 1590.»
Die dritte Glocke in Es ist die St. Anna-Glocke. Sie wurde wie die zweite Glocke in c von M. Moritz Schwartz in Luzern im Jahr 1591 gegossen. Sie zeigt Bilder von Christus am Kreuz, dem Hl. Petrus, dem Hl. Theodul und der Hl. Anna selbdritt. Ihre Aufschrift lautet: «Hl. Anna, bitt für uns! Allerheiligste Dreifaltigkeit, erbarme dich gnädigst der Deinen.»
Die vierte Glocke in F ist die Todeszeichen-Glocke. Sie ist die Veteranin im Kirchturm. Sie wurde 1458 gegossen und mit Bildern von Maria, dem Erzengel Michael und dem Hl. Antonius versehen. Ihre Aufschrift lautet: «O König der Herrlichkeit, Christus, komm zu uns mit deinem Frieden.»
Die fünfte Glocke in As ist die Barbara- und Katharina-Glocke. Sie ist besonders bekannt als Wetter-Segenglocke. Sie wurde 1890 wie die grösste Glocke in der Giesserei Rüetschi in Aarau gegossen. Die Bilder stellen die Hl. Barbara, die Hl. Katharina von Alexandria und den Hl. Josef dar. Ihre Aufschrift lautet: «Dem sterblichen, hinfälligen Menschen komme zu Hilfe, Barbara.»
Die kleinste Glocke in C ist die Marienglocke. Sie wurde 1890 ebenfalls in der Giesserei Rüetschi gegossen. Sie trägt Bilder der Muttergottes, des Hl. Georg mit dem Drachen und des Hl. Josef. Ihre Aufschrift lautet: «Gegrüsst seist du Maria, voll der Gnade, der Herr ist mit Dir. Das Wort ist Fleisch geworden und hat unter uns gewohnt.»
Das Endläuten, auch «Chlänkä» genannt, zeigt an, dass jemand aus der Pfarrei gestorben ist. Es hat die Bedeutung von «Es darf nicht schön tönen». Das Endläuten wird mit der vierten Glocke geläutet, der Totenglocke. Zum Wettersegen in der Zeit des Markus-Tags, dem 25. April, bis zur Kreuzerhöhung am 14. September jeweils um 18:00 Uhr wird mit der zweitgrössten Glocke geläutet. An Silvester und Neujahr wird das alte Jahr mit allen Glocken ausgeläutet und das neue Jahr eingeläutet. Während der Kartage ersetzen Rätschen das Glockengeläut.